# Лукас, Фрэнк
Фрэнк Лукас (англ. Frank Lucas; 9 сентября 1930, Ла-Грейндж, Северная Каролина — 30 мая 2019, Сидар-Гров, Нью-Джерси, США) — американский гангстер и криминальный авторитет. Был организатором перевозок героина во время войны во Вьетнаме с помощью самолётов американских ВВС.
В 2007 году на экраны вышел фильм Ридли Скотта «Гангстер», сценарий которого был написан по рассказам самого Лукаса.

## Ранние годы
Фрэнк Лукас родился и вырос в бедном квартале в Ла-Грейндже, пригороде Голдсборо, Северная Каролина. В 14 лет перебрался в Гарлем, сбежав туда по совету матери после своей ссоры с бывшим работодателем. Через три года скитаний пришёл на службу к известному гарлемскому авторитету Эллсуорту «Бампи» Джонсону. Его связь с Бампи попала под сомнение, так как Лукас утверждал, что был водителем Джонсона 15 лет, хотя Джонсон после своей очередной отсидки в тюрьме прожил всего 5 лет (до своей смерти в 1968 году). А в соответствии с заявлениями вдовы Джонсона, многие из описаний, которые Лукас рассказал о своей жизни и о Бампи, на самом деле принадлежат другому молодому человеку по имени Зак Уолкер, который жил с Бампи и его семьёй, а затем предал его. Тем не менее, вступив в 17 лет в группировку Джонсона, Лукас прошёл очень хорошую школу. Начав рядовым «бойцом», он вскоре стал личным шофёром босса. А так как в криминальном мире шофёр — это не только человек за рулём, но и доверенное лицо шефа, Фрэнк мог вблизи наблюдать, как делаются дела и ведутся переговоры в мафиозных верхах.

## Криминальная деятельность
После смерти своего босса Фрэнк Лукас вплотную занялся главной деятельностью Гарлема тех времён — продажей героина. Занимаясь мелкой наркоторговлей, Лукас вскоре понял, что для достижения успеха ему пришлось бы нарушить монополию, которая на тот момент принадлежала итальянской мафии в Нью-Йорке. В одной из своих поездок в Стиуэлл, Оклахома, он в конце концов добрался до своего кузена, бывшего сержанта американской армии Лесли Аткинсона — деревенского паренька из Голдсборо (Северная Каролина), сестра которого оказалась замужем за одним из двоюродных братьев Лукаса. Лукас позже сказал: «Айк знал там всё, каждого чёрного парня в армии, от повара и дальше вверх.»
В интервью для журнала, опубликованного в 2000 году, Лукас рассказал, как они с Лесли Аткинсоном поставляли наркотики среди трупов американских солдат:

Мы смогли сделать это, всё в порядке … ха-ха-ха … Кто, чёрт возьми, станет смотреть в гроб убитого солдата? Ха-ха-ха… Мы сделали 28 копий государственных гробов… только мы исправили их — мы сделали их с двойным дном, достаточно большим, чтобы загрузить 6, может быть, 8 килограммов… Это должно было быть хорошо скрыто. Нельзя было допустить, чтобы это дерьмо там скользило. Айк был очень умным, поэтому он следил, чтобы мы использовали гробы крупных ребят. Он не подкладывал их [наркотики] в гробы худых парней…
Тем не менее, Аткинсон сказал, что они поставляли наркотики в мебели, а не в гробах. Какой бы метод он ни использовал, факт в том, что Лукас перевозил контрабандные наркотики в США из Азии. По его словам, он «делал» миллион долларов в день, продавая наркотики на 116-й улице в Гарлеме. Федеральный судья Стерлинг Джонсон, который был специальным прокурором по борьбе с распространением наркотиков в Нью-Йорке в то время, охарактеризовал схему Лукаса как «одну из самых вопиющих международных банд по контрабанде наркотиков. Фрэнк Лукас — новатор, который получил свои связи за пределами США, а затем продавал наркотики у себя на улице. Он был связан с сицилийскими и мексиканскими бандами, держа огромную монополию на рынок героина в Манхэттене» В одном из интервью Лукас сказал: «Я хотел быть богатым. Я хотел быть таким же богатым, как Дональд Трамп, и да поможет мне бог, я сделал это».

## Арест
В январе 1975 года в дом Лукаса в Тинеке в Нью-Джерси нагрянула целевая группа в составе 10 агентов из группы Управления по борьбе с наркотиками и 10 человек из нью-йоркской полиции по борьбе с организованной преступностью (OCCB). В его доме нашли 584 683 доллара США. Позднее он был осуждён Федеральным судом за контрабанду наркотиков. В следующем году он был приговорен к 70 годам лишения свободы. После этого Лукас представил доказательства, которые привели к более чем сотне арестов, связанных с наркотиками. Для его безопасности в 1977 году Лукас и его семья были размещены в рамках программы защиты свидетелей. В 1981 году, после 5 лет заключения, его 40-летний срок по приговору федерального суда и 30-летний срок по приговору суда штата были снижены, и он получил условно-досрочное освобождение, выйдя на свободу в 1983 году. В 1984 году он был пойман и осуждён за попытку обменять унцию героина и 13 000 долларов на килограмм кокаина. Был вновь осуждён, теперь уже на 7 лет. Фрэнк Лукас был освобождён из тюрьмы в 1991 году.